# Església Luterana de Santa Caterina
L'Església Luterana de Santa Caterina (en letó:  Svētās Katrīnas evaņģēliski luteriskā baznīca) també coneguda amb els noms de Biķeri o Biķernieki, és una església luterana a la ciutat de Riga, capital de Letònia, està situada al carrer Biķernieku, 146. És una església parroquial de l'Església Evangèlica Luterana de Letònia.